# Акрон (Огайо)
А́крон (англ. Akron) — город в Огайо, США, на реке Кайахога в 56 км на юго-восток от Кливленда. Известен как «Резиновая столица мира»: там находятся штаб-квартиры нескольких основных компаний по производству шин и резины, хотя их производство в городе к 1982 было прекращено. 
Население 197 542 (2015).
Трёхкратный обладатель награды «All-America City».
В 1935 году в Акроне зародилось общество «Анонимные алкоголики».
- В 1982 году создан Институт почёта (Checker Institute and Hall of Fame), одним из инициаторов которой стал Luis S. Rubin (Леонид Рубинчик).
- Университет Акрона (en:University of Akron)

В 2000 году севернее Акрона был образован национальный парк Кайахога-Валли, единственный в Огайо.
Также в Акроне родились знаменитые баскетболисты Леброн Джеймс и Стефен Карри.
Акрон имеет единственную биогазовую установку в США, которые производят метан, через процесс разложения шлама для создания электроэнергии.

## География
Акрон расположен в районе Великих озёр примерно в 39 милях (63 км) к югу от озера Эри, на ледниковом плато Аллегейни. Он граничит с водопадом Кайахога на севере и Барбертоном на юго-западе.
Это центр Акронской столичной статистической области, которая охватывает округа Саммит и Портидж, а также более крупную Объединённую статистическую область Кливленд-Акрон-Элирия.
Канал Огайо и Эри проходит через город, отделяя восток от запада.
Согласно переписи 2010 года, общая площадь города составляет 62,37 квадратных миль (161,5 км²), из которых 62,03 квадратных миль (160,7 км²) (или 99,45 %) — это сухопутная территория и 0,34 квадратных миль (0,88 км²) (или 0,55 %) — водная поверхность.

## Города-побратимы
- Кирьят-Экрон (Израиль)